# Der Hüter des Tales
Der Hüter des Tales ist ein Gemälde von Hans Thoma aus dem Jahr 1893. Es wird in der Galerie Neue Meister im Albertinum in Dresden ausgestellt.

## Beschreibung
Thomas Bild ist ein prägnantes Beispiel für die Mittelaltersehnsucht und Ritterromantik, die seit dem beginnenden bis auslaufenden 19. Jahrhunderts allgemein verbreitet war.
Das Bild zeigt einen monumentalen Ritter, der unbewaffnet vor einer Schwarzwaldkulisse steht. Es ist Nacht und der Ritter hält eine dunkle Fahne in seiner rechten Hand und seinen Helm in der linken Hand.
Der Hüter wirkt wie ein Schauspieler vor einer Bühne. Er schaut einsam in das hinter ihm liegende Tal. Auf seiner Rüstung leuchten Reflexlichter, die ihn von der Dämmerung abheben.
Das Bild ist unten links mit HTh gezeichnet.

## Geschichte
Seit den frühen 1880er-Jahren malte Thoma verstärkt Ritterfiguren, angeregt durch Richard Wagners Werke vor allem über die Gralserzählung und das Nibelungenlied. Er kombinierte dabei die mittelalterliche Sagenwelt mit den idyllischen Berg- und Waldlandschaften Süddeutschlands. Die 1893 geschaffene Fassung erwarb die Gemäldegalerie direkt vom Künstler über die Kunsthandlung Emil Richter in Dresden. Ausgestellt wurde das Werk im zweiten Obergeschoss der Sempergalerie, wo seit 1890 die moderne Abteilung der Gemäldegalerie untergebracht war.
Bei der ersten öffentlichen Präsentation der Sammlung von Gemälden des 19. und 20. Jahrhunderts nach dem Zweiten Weltkrieg während der 1950er-Jahre im Bergpalais von Schloss Pillnitz wurde Der Hüter des Tales nicht mehr ausgestellt. Heute ist es im Klinger-Saal ausgestellt und unter Galerie-Nummer 2486 erfasst.

## Frühere Fassung
Eine frühere Fassung des Bildes Der Hüter des Tales schuf Thoma 1889. Sie befand sich bis 1930 in Dresdner Privatbesitz. Dann erwarb der Kaufmann und Kunstsammler Siegfried Buchenau das Bild für seine Sammlung auf Gut Niendorf bei Lübeck. Er starb 1932; 1937 verkaufte seine Witwe Anna Buchenau es über Karl Haberstock an Adolf Hitler, der es für den Berghof (Obersalzberg) erwarb; seit 1945 ist es verschollen.